# Матвеевское (Ростовский район)
Матвеевское — село Ростовского района Ярославской области, входит в состав сельского поселения Петровское. 

## География
Расположено на берегу речки Кось в 7 км на север от посёлка Петровское и в 21 км на юго-запад от Ростова.

## История
Каменная одноглавая церковь в связи с колокольней  существует с 1825 года и имеет два престола: св. князей Бориса и Глеба н Казанской Пресв. Богородицы; в старину здесь была деревянная церковь, по когда и по какому случаю она была разрушена неизвестно.
В конце XIX — начале XX село входило в состав Дубровской волости Ростовского уезда Ярославской губернии. В 1885 году в селе было 12 дворов.
С 1929 года село входило в состав Никольского сельсовета Ростовского района, в 1935 — 1959 годах — в составе Петровского района, с 2005 года — в составе сельского поселения Петровское.

## Население
| 1859 | 2007 | 2010 |
| ---- | ---- | ---- |
| 82   | ↘3   | →3   |

## Достопримечательности
В селе расположена недействующая Церковь Бориса и Глеба (1825).